# Chae Hui-jong
Chae Hui-jong (* 1924 in der Provinz Hamgyŏng-namdo; † 2013) war ein nordkoreanischer Politiker der Partei der Arbeit Koreas (PdAK).

## Leben
Chae Hui-jong absolvierte ein Studium an der Staatlichen Universität Moskau, das er 1947 abschloss. 1959 wurde er erstmals Mitglied des Zentralkomitees (ZK) der Partei der Arbeit Koreas (PdAK) sowie 1962 in der dritten Wahlperiode zum ersten Mal Deputierter der Obersten Volksversammlung. 1967 übernahm er die Funktion als Leiter der ZK-Abteilung für Dokumentenverwaltung. 1977 erfolgte seine Ernennung zum Minister für Arbeitsverwaltung im Kabinett von Ministerpräsident Ri Jong-ok. 1983 übernahm er die Funktion als Leiter der ZK-Abteilung für Finanzen und Planung sowie 1988 seine abermalige Berufung zum Minister für Arbeitsverwaltung sowie zum Minister für Gemeinschaftsunternehmen im Ministerrat von Ministerpräsident Yon Hyong-muk.
1990 wurde Chae in der neunten Wahlperiode abermals zum Deputierten der Obersten Volksversammlung gewählt und fungierte in der Folgezeit als Vize-Vorsitzender des Haushaltsausschusses der Obersten Volksversammlung. Anschließend wurde er 1993 zunächst wieder Leiter der ZK-Abteilung für Finanzen und Planung sowie im Anschluss zwischen 1995 und 2013 wiederum Leiter der ZK-Abteilung für Archiv- und Dokumentenverwaltung. 1998, 2003 sowie 2009 wurde er jeweils zum Deputierten der Obersten Volksversammlung wiedergewählt und gehörte dem Parlament bis zu seinem Tode 2013 an.

## Weblink
- Biografie in North Korea Leadership Watch

| Personendaten    | Personendaten              |
| ---------------- | -------------------------- |
| NAME             | Chae, Hui-jong             |
| KURZBESCHREIBUNG | nordkoreanischer Politiker |
| GEBURTSDATUM     | 1924                       |
| GEBURTSORT       | Provinz Hamgyŏng-namdo     |
| STERBEDATUM      | 2013                       |